# ألما تايلور
ألما تايلور (بالإنجليزية: Alma Taylor) هي ممثلة بريطانية (وحملت سابقاً جنسية المملكة المتحدة لبريطانيا العظمى وأيرلندا)، ولدت في 3 يناير 1895 بلندن في المملكة المتحدة، وتوفيت بنفس المكان في 23 يناير 1974. بدأت مشوارها المهني سنة 1907.

## وصلات خارجية
- ألما تايلور على موقع IMDb (الإنجليزية)
- ألما تايلور على موقع أول موفي (الإنجليزية)
- ألما تايلور على موقع قاعدة بيانات الأفلام السويدية (السويدية)
- ألما تايلور على موقع قاعدة بيانات الفيلم (الإنجليزية)
- ألما تايلور على موقع كينوبويسك (الروسية)